# Ла Валле-Пуссен, Шарль Жан де
Барон Шарль Жан Этье́н Густа́в Николя́ де ла Валле́-Пуссе́н (фр. Charles Jean Étienne Gustave Nicolas de la Vallée Poussin; 1866—1962, иногда его фамилию пишут без дефиса: Валле Пуссен) — бельгийский математик, известный своими глубокими результатами в теории чисел, математическом анализе и других областях математики. Член Бельгийской академии наук (1909). Член-корреспондент Парижской (1945), Римской и Папской академий наук, почётный доктор университетов Парижа, Торонто, Страсбурга, Осло, Мадрида, Неаполя, Бостона.

## Биография
Родился в Лёвене, северная Бельгия. Окончил Высшее техническое училище в Брюсселе, затем слушал лекции в Лёвенском университете, где его отец, en:Charles-Louis-Joseph-Xavier de la Vallée Poussin,  преподавал минералогию и геологию. С 1891 года, после защиты диссертации — сотрудник университета (помощник профессора на кафедре математического анализа), с 1897 года — профессор.
В 1914 году, когда Лёвен штурмовала германская армия, Валле-Пуссен уехал в США, где его пригласили преподавать в Гарвардском университете. По окончании войны он вернулся в Европу, некоторое время преподавал в парижской Сорбонне, затем снова занял свою кафедру в Лёвене. Когда в 1920 году был учреждён Международный математический союз, Валле-Пуссен стал его первым президентом.
В 1930 году за выдающиеся научные заслуги бельгийский король присвоил Валле-Пуссену титул барона. 
Шарль Жан де ла Валле-Пуссен умер 2 марта 1962 года в городке Ватермаль-Буафор, от осложнений после перелома плеча.

## Научная деятельность
Диапазон исследований Валле-Пуссена чрезвычайно широк — теория чисел, теория множеств, математический анализ, тригонометрические ряды, теория приближения функций полиномами, теория потенциала.
Одновременно с Ж. Адамаром он доказал в 1896 году улучшенный асимптотический закон распределения простых чисел и уточнил результаты П. Л. Чебышёва относительно асимптотического поведения функции распределения. Доказал предположение А. М. Лежандра о числе простых чисел, меньших заданного.
В комплексном анализе Валле-Пуссен изучал конформные отображения многосвязных областей, квазианалитические функции, свойства дзета-функции Римана, методы интегрирования ряда Лорана. Его именем назван один из методов суммирования числовых рядов (1908). Валле-Пуссен дал определение обобщённой симметрической производной (производная Валле-Пуссена). В 1911 году опубликовал признак точечной сходимости ряда Фурье.
Валле-Пуссен подготовил и опубликовал ряд учебных пособий, в том числе курсы по анализу и теоретической механике. Эти книги многократно переиздавались и были переведены на многие языки, в том числе на русский.

## Труды в русском переводе
- Валле-Пуссен Ш.-Ж. Курс анализа бесконечно малых. // Перевод Г. М. Фихтенгольца. — В 2 тт. — М.—Л.: ГИТТЛ, 1933.
- Валле-Пуссен Ш.-Ж. Четыре лекции о квази-аналитических функциях действительного переменного // Успехи математических наук, 1938. — Вып. 5.
- Валле-Пуссен Ш.-Ж. Лекции по теоретической механике, в двух томах. — М.: Государственное издательство иностранной литературы, 1948—1949.